# Sistema de Información Cultural de la Argentina
El SInCA es el organismo del Ministerio de Capital Humano que produce, sistematiza y difunde información referida a la actividad cultural. En tanto sistema de información, es a la vez una herramienta de gestión y un instrumento de información pública. Trabaja con insumos provenientes de distintas fuentes, como relevamientos propios, organismos públicos, gobiernos provinciales y cámaras empresarias, entre otros. 
El SInCA pone a disposición, en diversos soportes, información relativa a la producción, las prácticas y consumos culturales, y la normativa referida a temas culturales. Además, desarrolla varios proyectos que intentan dar cuenta de las diversas facetas de la realidad cultural argentina, como el Mapa Cultural, una herramienta cartográfica interactiva que permite seleccionar y comparar datos ligados a la actividad cultural e información socio-demográfica; la Cuenta Satélite de Cultura, que mide la incidencia de la cultura en la economía; y la Encuesta Nacional de Consumos Culturales, que indaga sobre los gustos, prácticas y valoraciones de la cultura en el país.
En el ámbito sudamericano, el SInCA coordina la iniciativa del Sistema de Información Cultural del Mercado Común del Sur (SICSUR), un espacio de intercambio de experiencias y construcción conjunta de metodologías y prácticas tendientes al fortalecimiento e integración de los sistemas nacionales de información cultural. 

## Proyectos
Cuenta Satélite de Cultura (CSC) proyecto que mide la incidencia de la cultura en la economía. Realizado conjuntamente con la Dirección Nacional de Cuentas Nacionales dependiente del INDEC, produce análisis macroeconómicos de la actividad cultural en su conjunto (PBI cultural, empleo, comercio exterior, gasto público) y desarrolla constantes actualizaciones metodológicas. Las estimaciones de la CSC se realizan de acuerdo con el marco metodológico establecido por el Convenio Andrés Bello, organismo internacional que estandariza la medición económica de la cultura en Bolivia, Chile, Colombia, Ecuador, España, México, Paraguay, Perú, República Dominicana y Venezuela.
Encuesta Nacional de Consumos Culturales (ENCC) Relevamiento que permite caracterizar simultáneamente la realidad nacional y los diversos escenarios regionales en lo referido a consumos y hábitos ligados a la escucha y producción de música, la práctica de instrumentos, la lectura, la asistencia al cine, el hábito de escuchar radio, mirar televisión y video, internet y videojuegos, los gastos realizados en equipamiento y prácticas culturales, el grado de digitalización de los consumos culturales, etcétera. 
Mapa Cultural Herramienta cartográfica interactiva que permite seleccionar y comparar información cultural y datos socio-demográficos de todo el país.  La información del mapa proviene de entidades públicas y privadas, y del aporte colaborativo de los usuarios. Al georreferenciar infraestructura, agentes y actividades culturales, el mapa permite desarrollar indicadores que muestran cómo se distribuye el entramado cultural, dónde se concentra, cuáles son los problemas de acceso, etc.